# Тёрнбулл, Филип
Филип Бернард Тёрнбулл (англ. Philip Bernard Turnbull; 7 апреля 1879, Кардифф — 20 октября 1930, Кардифф) —  валлийский хоккеист на траве, нападающий. Бронзовый призёр летних Олимпийских игр 1908 года.

## Биография
Филип Тёрнбулл родился 7 апреля 1879 года в британском городе Кардифф.
Играл в хоккей на траве за «Кардифф».
В 1908 году вошёл в состав сборной Уэльса по хоккею на траве на летних Олимпийских играх в Лондоне и завоевал бронзовую медаль, которая пошла в зачёт Великобритании. Играл на позиции нападающего, провёл 1 матч, мячей не забивал.
Умер 20 октября 1930 года в Кардиффе.

## Семья
Двоюродный брат — Бертран Тёрнбулл (1887—1943), валлийский хоккеист на траве. Бронзовый призёр летних Олимпийских игр 1908 года.